# 阿部泰蔵

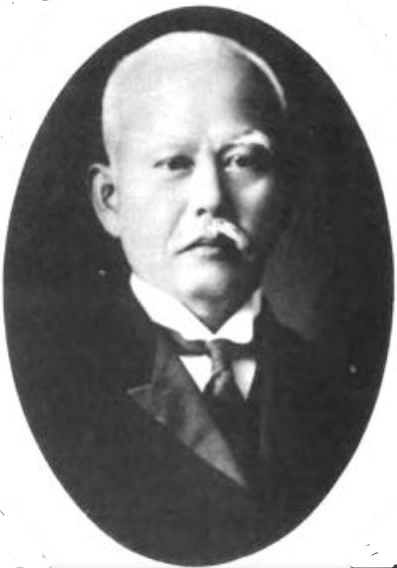
阿部泰蔵

阿部 泰蔵（あべ たいぞう、嘉永2年4月27日（1849年5月19日） - 大正13年（1924年）10月22日）は、幕末 - 明治期の武士、実業家、官僚。日本初の生命保険会社明治生命保険（現明治安田生命保険）の創立者（初代頭取、初代会長）として知られる。従五位勲四等旭日小綬章。

## 経歴
三河国吉田藩（維新後豊橋藩）の藩医豊田鉉剛の三男として生まれ、のち同藩の阿部三圭の養子となる。儒学者を目指し漢詩を小野湖山に、橋本一斎に蘭学を学んだ後藩命を受けて江戸に上り、開成所教授・杉田玄瑞、穂積清軒、中島三郎助に蘭学を学んだ。1868年（慶応4年）に鉄砲洲の慶應義塾に入学するが、戊辰戦争に際して藩命により帰藩し、各地に転戦。戦争後、再度入塾して歴史会読、窮理書素読などの科目教員を担当した。以来、慶應義塾読書院のメンバー、交詢社役員『交詢雑誌』の編纂に関わる。
1870年（明治3年）に太政官から大学出仕の命を受け、大学南校教授を経て文部省少教授から編集権助・六等出仕となり、訳書『修身論』が文部省の教科書に採用される。統計学を考究する「製表社」の結成に参加し、麻布区会副議長に選ばれる。1881年（明治14年）に明治生命保険会社（現・明治安田生命保険）設立願いを東京府に提出し、許可される。次いで東京商業会議所特別会員、東京倉庫(現・三菱倉庫)取締役、第三十三国立銀行跡引受人、火災保険会会務に就任。1893年（明治26年）に文部省より高等商業学校商議委員嘱託。
1893年（明治26年）、伊藤内閣より法典調査会査定委員に任命、商法施行により定款を改正する。1897年（明治30年）の第2次松方内閣でも法典調査会委員に任命され、保険法を起草した。1902年（明治35年）司法省より破産管財人を命じられ、1907年（明治40年）の西園寺内閣でも法律取調委員となり、司法官僚としても活躍した。
他、丸善商社取締役、東京統計協会特別会員、生命保険会社協会評議員会会長、日本郵船会社監査役、簡保反対同盟会組織会長、社団法人生命保険会社協会初代理事会会長、東京海上保険会社取締役などを歴任した。四男の章蔵（水上滝太郎）が留学中に、宴席で昏倒する。帰国した章蔵が明治生命に入社した翌年の1916年、会長職を退き、隠居状態となる（平の取締役に留まる）。1919年、箱根の温泉で入浴中、積雪でガラスが砕ける事故があり、大腿部を負傷。以後病床にあり、1924年10月、白金三光町の自宅で逝去。享年76。墓所は多磨霊園。
オハイオ州立大学内の保険殿堂(Insurance Hall of Fame)には、日本における保険普及の業績評価から、阿部の肖像画が飾られている。

## 家族
- 後妻・優子（文久2年生まれ） - 山形県士族・俣野景明の長女[4]。父・景明は福沢諭吉の門下[5]。
- 長男・圭一（明治5年生まれ） - 先妻との子[5]。東京高等工業学校卒業後、米国留学し、三菱造船所重役[4][6]。妻・松子は秀英舎（現・大日本印刷）重役の秀島家良の次女[6][7]。長男・一蔵は京都帝大経済科卒業後資産家となり（妻・美代子は公爵西園寺八郎の三女）、次男・清二は伯爵山本清の養子に、長女・千代は山本直光（山本直良次男）に嫁ぐ[6]。

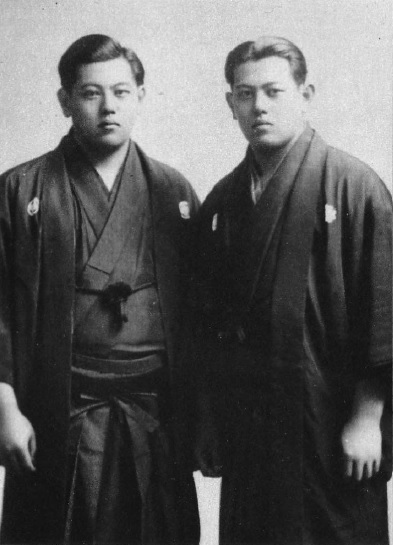
双生児であった七男・英児（左）と六男・大六（右）

- 次男・泰二（明治13年生まれ） - 東京帝国大学法科大学政治科卒業後、日本銀行勤務を経て帝国燃料理事となり、三菱石炭油化工業などの重役を務める[4]。妻・玉枝は古川宣誉の四女[4]。長女・櫻子は川喜田俊二（実業家川喜田半泥子次男）妻、二女・桃子は山岸成一（帝国コークス社長で麒麟麦酒重役の山岸慶之助長男）妻[8][9]。
- 長女・こう子（明治17年生まれ） - 安川電機初代社長・安川清三郎(男爵安川敬一郎三男)妻[4]。
- 四男・章蔵（明治20年生まれ） - 慶應義塾大学卒業後、明治生命保険社員との傍ら、水上滝太郎の筆名で作家活動。
- 二女・隆子（明治23年生まれ） - 陸軍中佐・磯辺民弥(海軍少将磯辺包義長男、磯辺弥一郎の甥)妻[4][10]。
- 五男・舜吾（明治25年生まれ） - 慶應義塾大学卒業後、横浜正金銀行、東京銀行勤務[11]。
- 三女・とみ（明治28年生まれ） - 香蘭女学校卒業後、小泉信三妻[4]。
- 四女・八重（明治30年生まれ） - 日比谷平吉（紡績実業家日比谷平左衛門四男で日比谷銀行・日比谷商店重役）妻[4][12]。
- 六男・大六（明治32年生まれ） - 慶應義塾大学法科卒業後、東邦電力勤務を経て、中部配電重役[13]。
- 七男・英児（明治32年生まれ） - 慶應義塾大学法科卒業後、大日本製糖勤務を経て同社取締役[6]。
- 八男・芳郎（明治34年生まれ） - 慶應義塾大学政治学科卒業後、王子製紙勤務[14]。妻・喜美子は製紙王藤原銀次郎の養女[6]。
- 九男・秀助（明治35年生まれ） - 慶應義塾大学卒業後、東京海上火災保険、神島工業勤務を経て神島化工商事、協立有機工業研究所取締役[15]。妻・才子は子爵栗野慎一郎長女[6]

## 栄典
- 1907年、勲五等双光旭日章。
- 1915年、大正天皇より正六位贈呈。
- 1918年、勲四等・旭日小綬章。
- 1924年、従五位。